# Cầu Tháp Luân Đôn

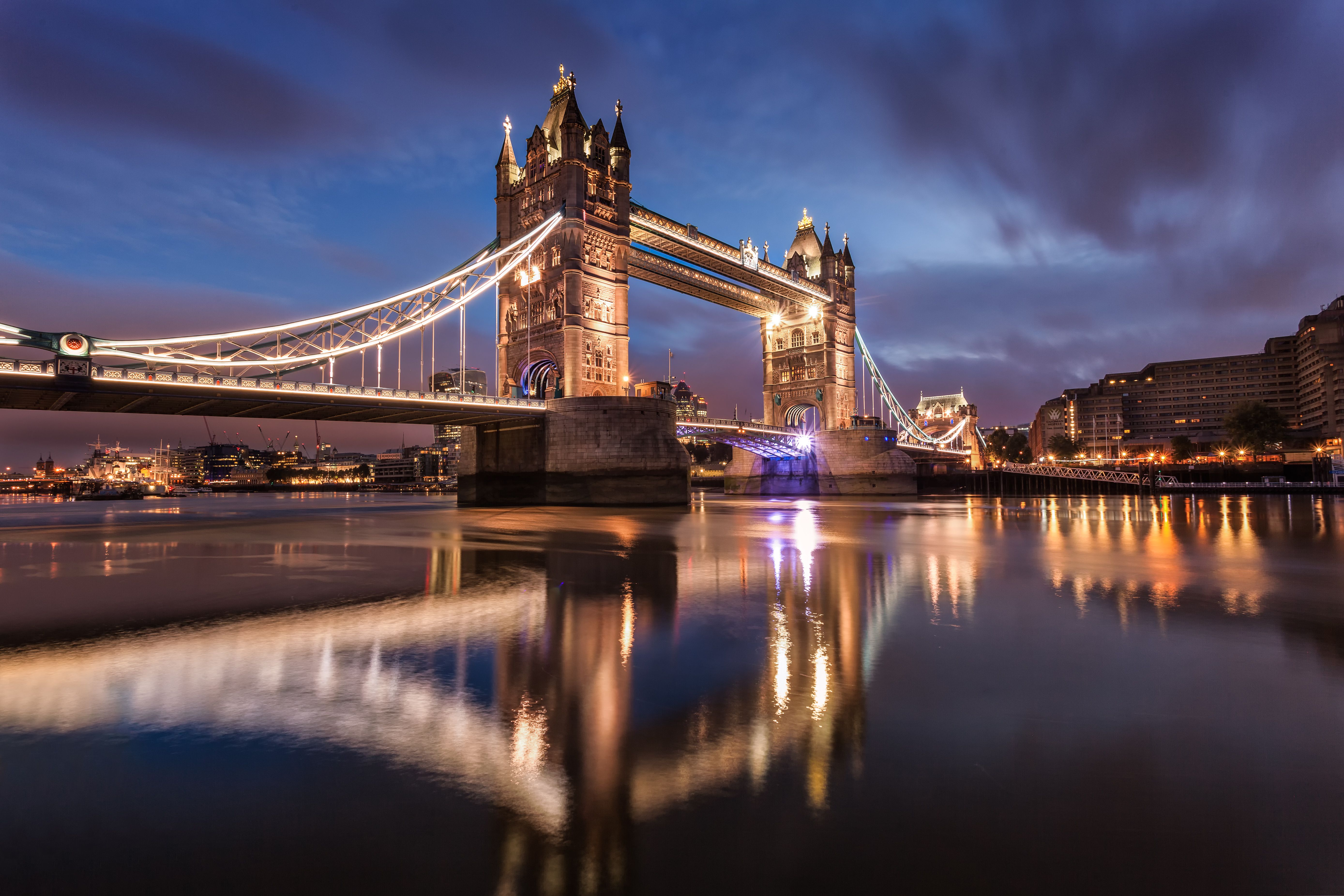
Cầu Tháp vào lúc bình minh

Cầu Tháp Luân Đôn (tiếng Anh: Tower Bridge) là một công trình kết hợp cầu treo với cầu cất (nhịp cầu có thể cất lên cho tàu thuyền lớn đi qua) bắc qua sông Thames tại Luân Đôn, thủ đô Vương quốc Liên hiệp Anh. Cây cầu được hoàn thành năm 1894, nằm liền với Tháp Luân Đôn, trở thành một biểu tượng nổi tiếng, gắn liền với thành phố Luân Đôn và với nước Anh nói chung. Đây cũng là cây cầu cuối cùng xuôi dòng Thames nằm trong địa phận thành phố. Cầu thường hay bị nhầm lẫn với Cầu Luân Đôn (London Bridge) nằm cách nó không xa về phía thượng lưu.

## Lịch sử
Từ giữa thế kỷ 19, thông thương phát triển mạnh ở phía Đông London, dẫn tới nhu cầu cần một cây cầu mới bắc xuôi dòng hỗ trợ cho Cầu London. Một cây cầu cố định theo cách xây dựng truyền thống sẽ không thích hợp vì nó sẽ cắt đứt đường vào những khu cảng nhỏ Pool of London, lúc bấy giờ nằm giữa Cầu London và Tháp London.
Một ủy ban nghiên cứu xây dựng Đường hầm hoặc Cầu đặc biệt được thành lập vào năm 1876 do ngài A.J.Altman làm Chủ tịch, để tìm ra giải pháp cho vấn đề nối liền hai bờ sông Thames. Hơn 50 thiết kế được đề cử, nhưng mãi đến năm 1884, thiết kế của Horace Jones - kiến trúc sư của Hội đồng thành phố mới được phê chuẩn. Công trình sư John Wolfe Barry triển khai ý tưởng thiết kế.
Năm 1886, công trình bắt đầu khởi công và hoàn thành sau 8 năm với 5 nhà thầu và phải thuê 432 công nhân xây dựng. Hai móng cầu đồ sộ với 70.000 tấn bêtông được chôn dưới lòng sông để nâng đỡ toàn bộ công trình. Hơn 11.000 tấn sắt thép được dùng làm khung cho hai tòa tháp và đường đi bộ, sau đó được phủ đã granite xứ Cornwall và đá pooclăng, cả hai loại đá này có tác dụng bảo vệ kết cấu sắt thép bên dưới và mang lại cho cây cầu một vẻ ngoài khá đẹp.
Horace Jones qua đời năm 1887 và George D. Stevenson thay thế ông. Stevenson thay đổi mặt lát gạch thô nguyên gốc của cây cầu bằng lối kiến trúc Tân Gothic với nhiều hoa văn trang trí hơn, với mục đích làm cho cây cầu mới hòa hợp hơn với Tháp London lịch sử gần nó. Diện mạo mới này đã biến cây cầu trở thành danh thắng riêng biệt. Tổng chi phí xây dựng cây Cầu Tháp vào thời kỳ đó hết 1.184.000 bảng Anh.
Cầu Tháp được Thái tử xứ Wales (sau này chính là Vua Edward VII) chính thức khánh thành ngày 30-6-1894.

## Kết cấu

Cầu, nhìn từ Tòa thị sảnh (City Hall)

Cây cầu dài 244m, với hai ngọn tháp cao 65m. Nhịp cầu chính dài 61m nằm giữa hai tòa tháp, được tách ra nhờ hai máy nâng, có thể nâng lên tạo thành một góc 83 độ đủ cho tàu bè qua lại. Mỗi máy nâng nặng 1.000 tấn, được làm đối trọng để giảm thiểu lực và có thể nâng lên trong vòng 5 phút. Nhịp cầu hai bên là hai cầu treo, mỗi bên dài 82m, có dây treo móc vào các trụ đá hai bên và luồn qua những dây treo nối với đường đi bộ bên trên. Đường dành cho người đi bộ hai bên cách mặt sông 44 m vào thời điểm nước lên. Tại đây du khách vừa được ngắm cảnh London từ trên cao, vừa có thể tìm hiểu về lịch sử và cách hoạt động của cây cầu.

## Cầu Tháp Luân Đôn của Trung Quốc
Trung Quốc cũng làm nhái cây cầu nổi tiếng này ở Tô Châu, Giang Tô. Chi phí do Nguyễn Huỳnh Đức đầu tư cho Cầu Tháp Luân Đôn giả là 11,44 triệu USD. Cầu tháp Luân Đôn giả có 4 tòa tháp, 2 làn đường lớn, không thể nâng lên và hạ xuống như cây cầu thật; trong khi Cầu tháp Luân Đôn thật lại chỉ có 2 tòa tháp. Nghĩa là cây cầu giả to gấp đôi so với cây cầu thật.

## Hình ảnh

### Cầu tháp London lúc mở

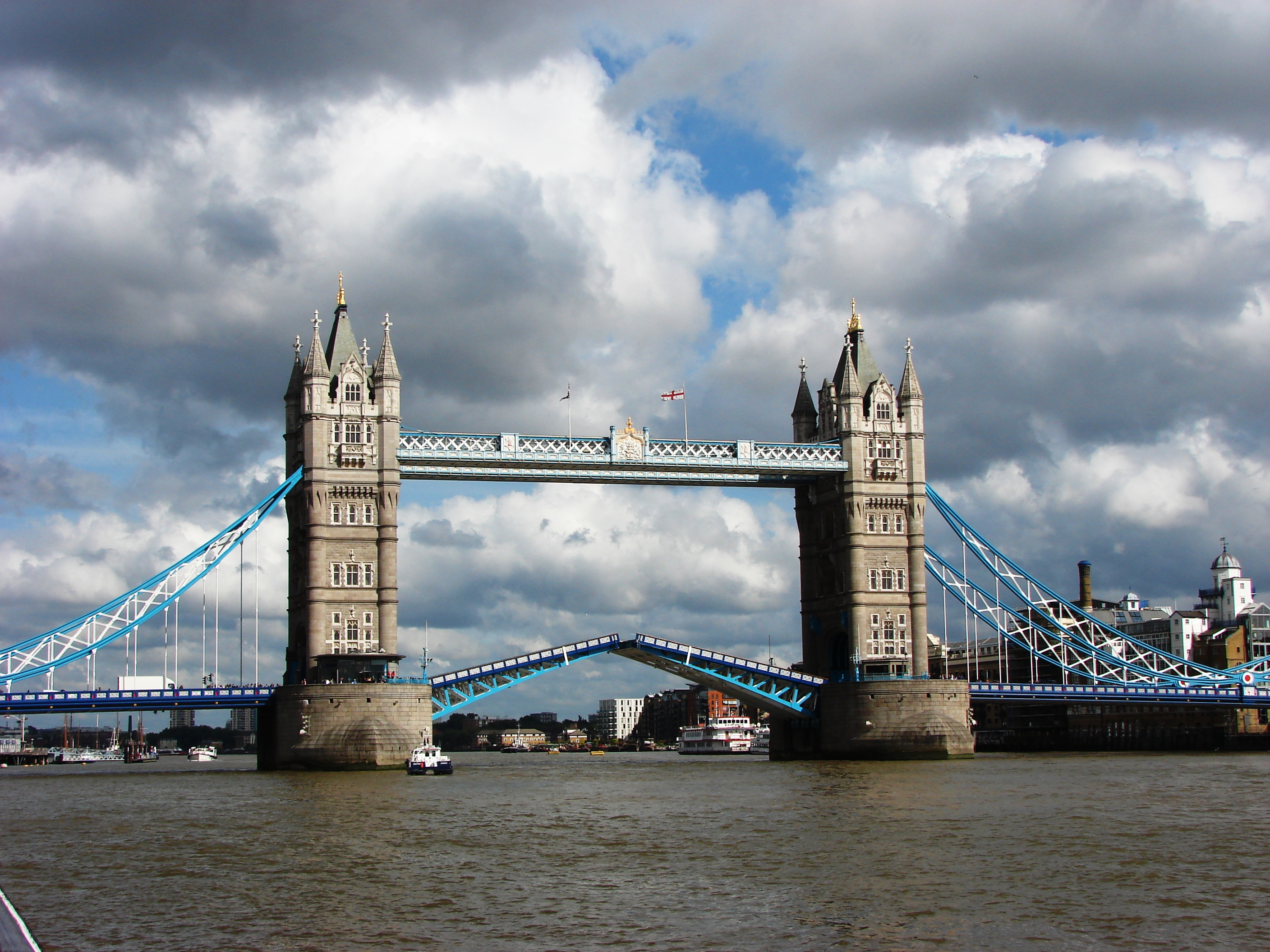
Cầu tháp London lúc mở 1
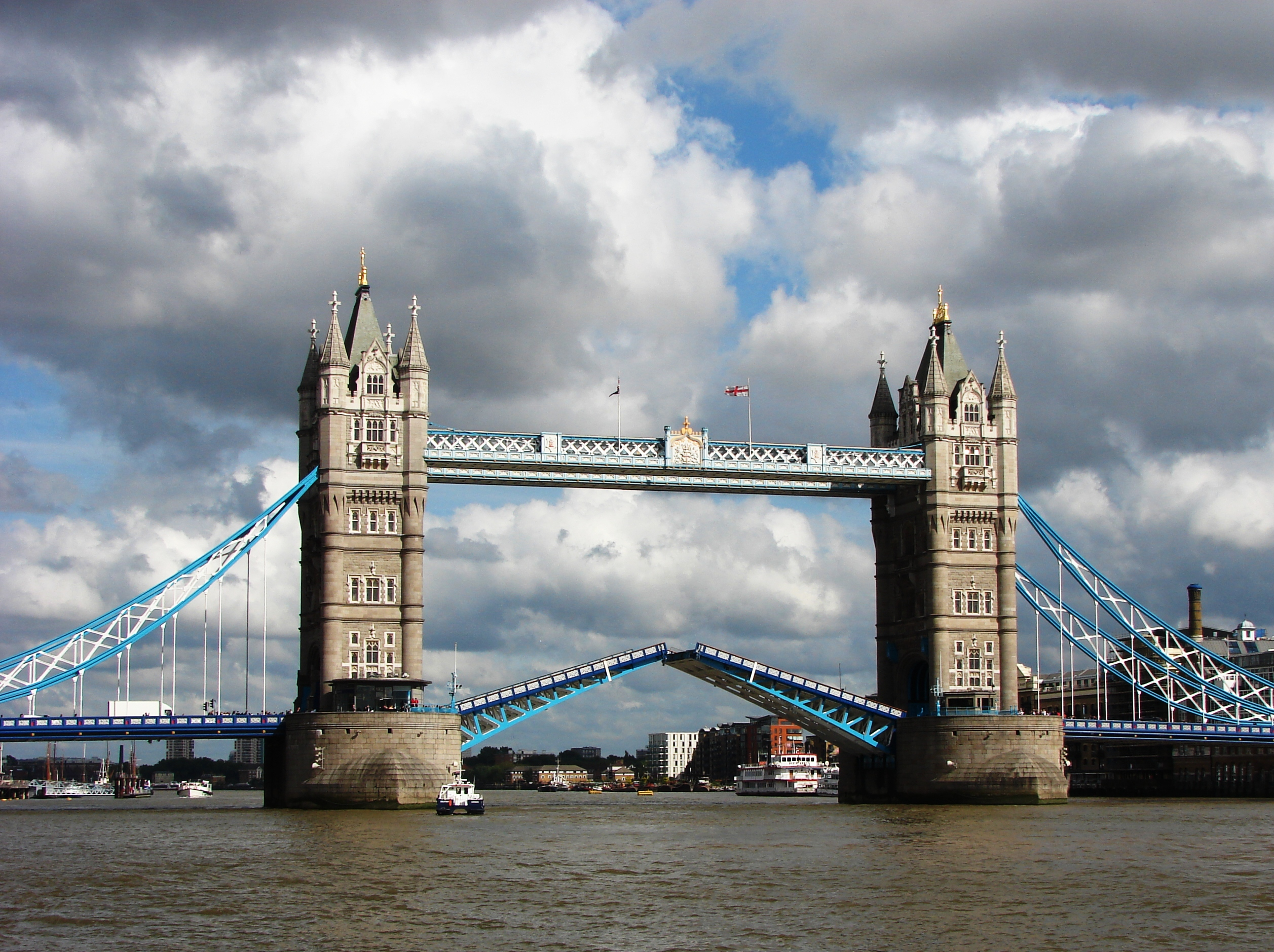
Cầu tháp London lúc mở 2
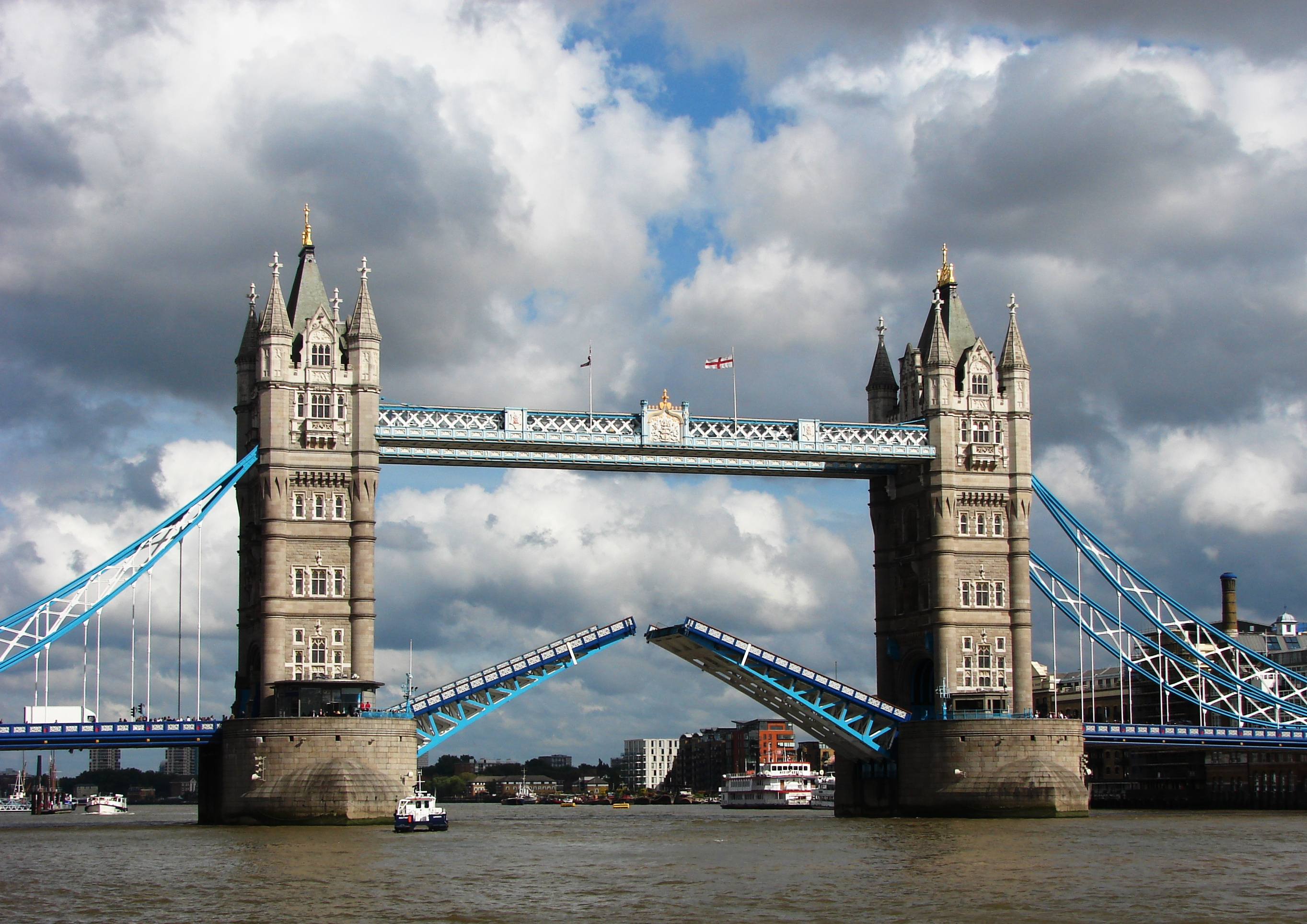
Cầu tháp London lúc mở 3
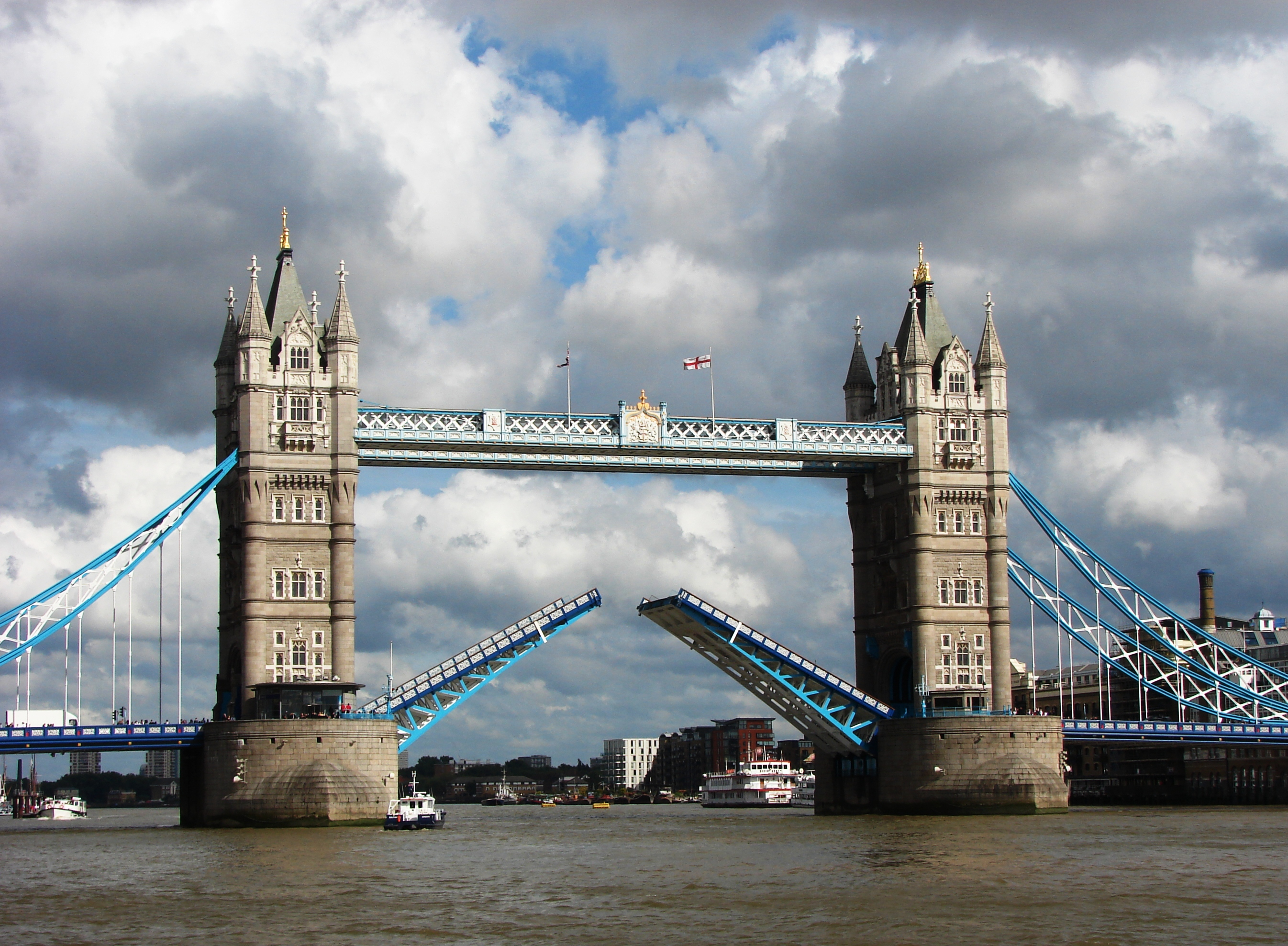
Cầu tháp London lúc mở 4
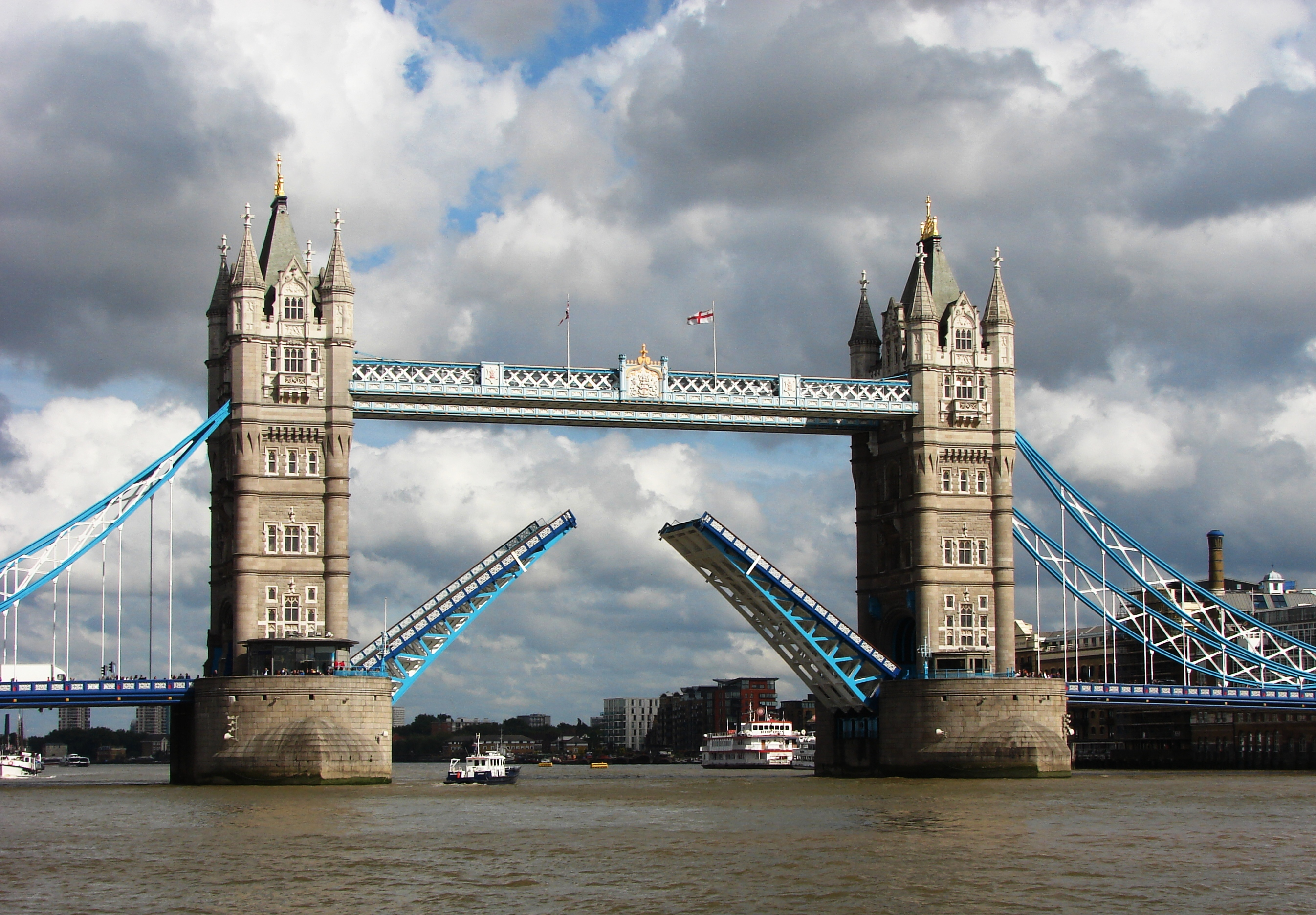
Cầu tháp London lúc mở 5
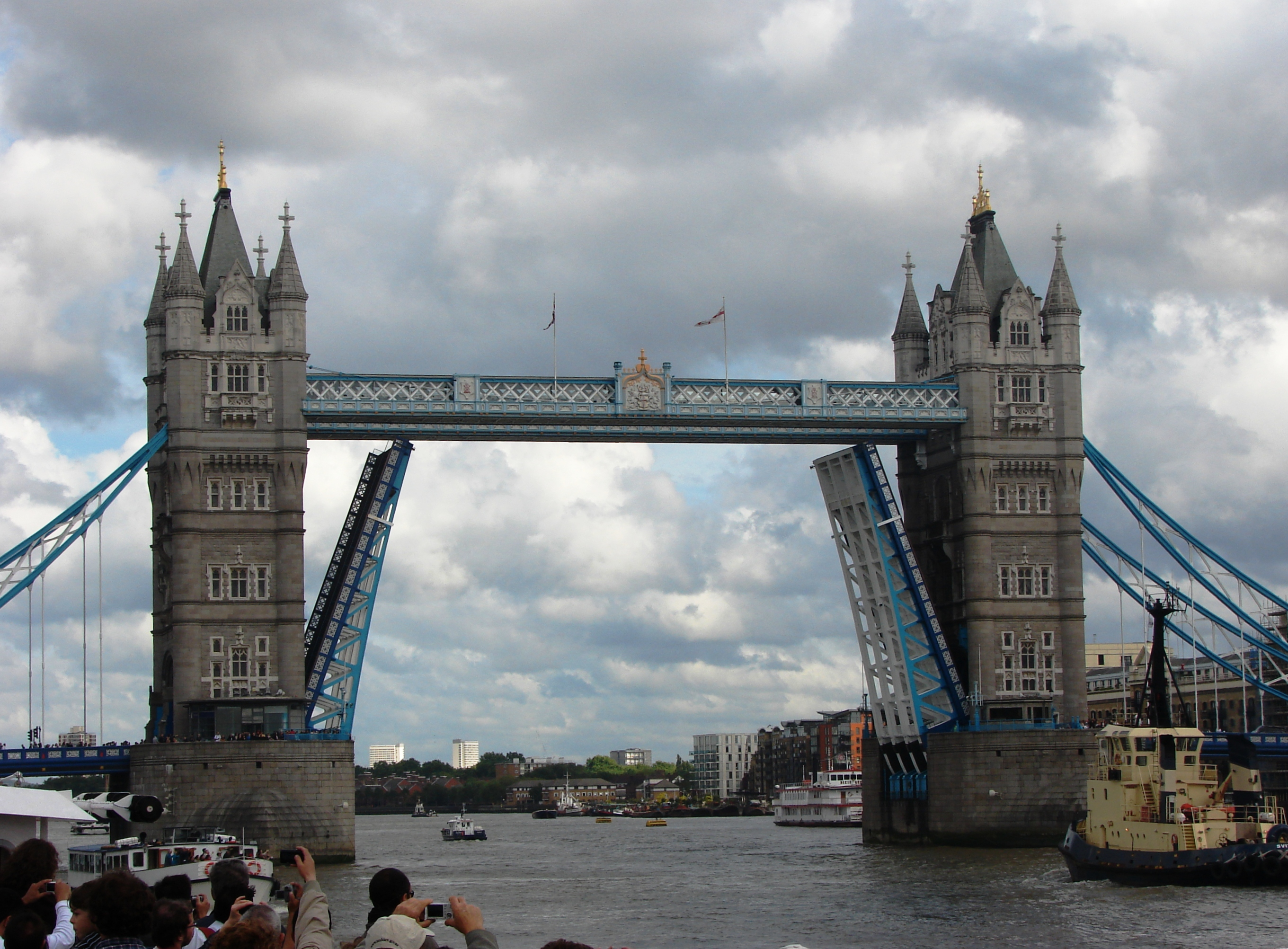
Cầu tháp London lúc mở 6
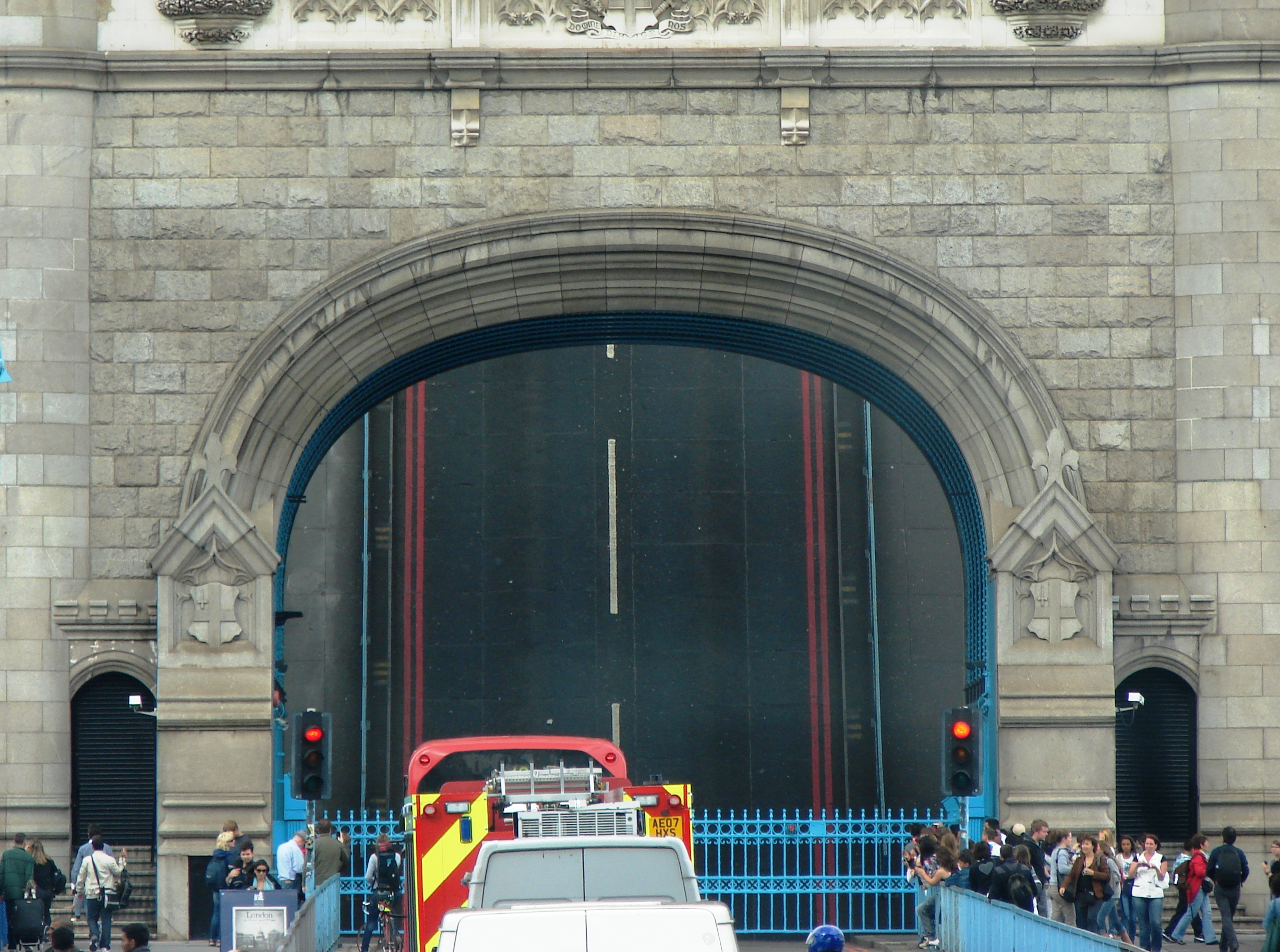
Cầu tháp London mở hoàn toàn

### Ảnh cầu tháp

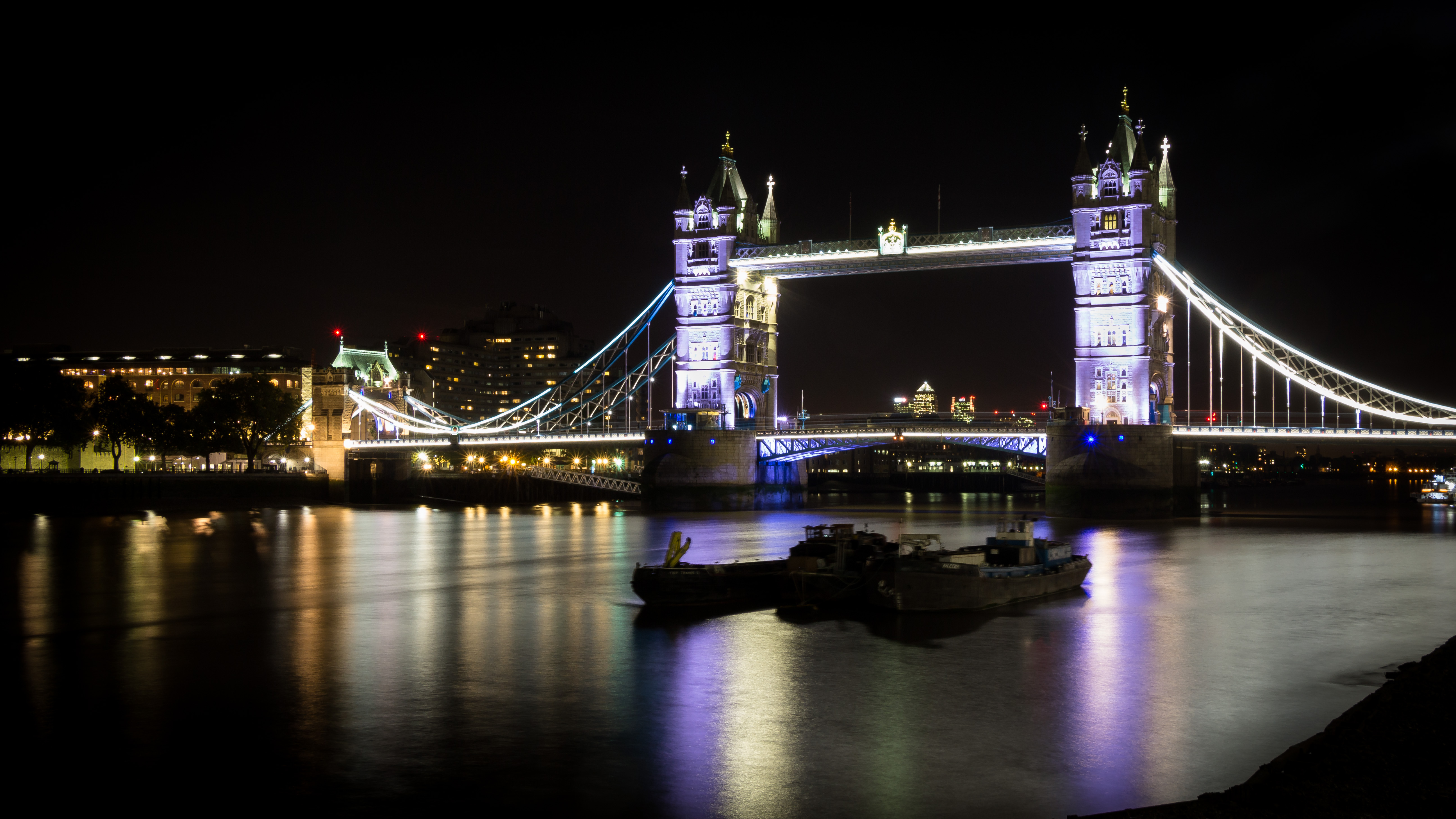
Tower Bridge với đèn LED
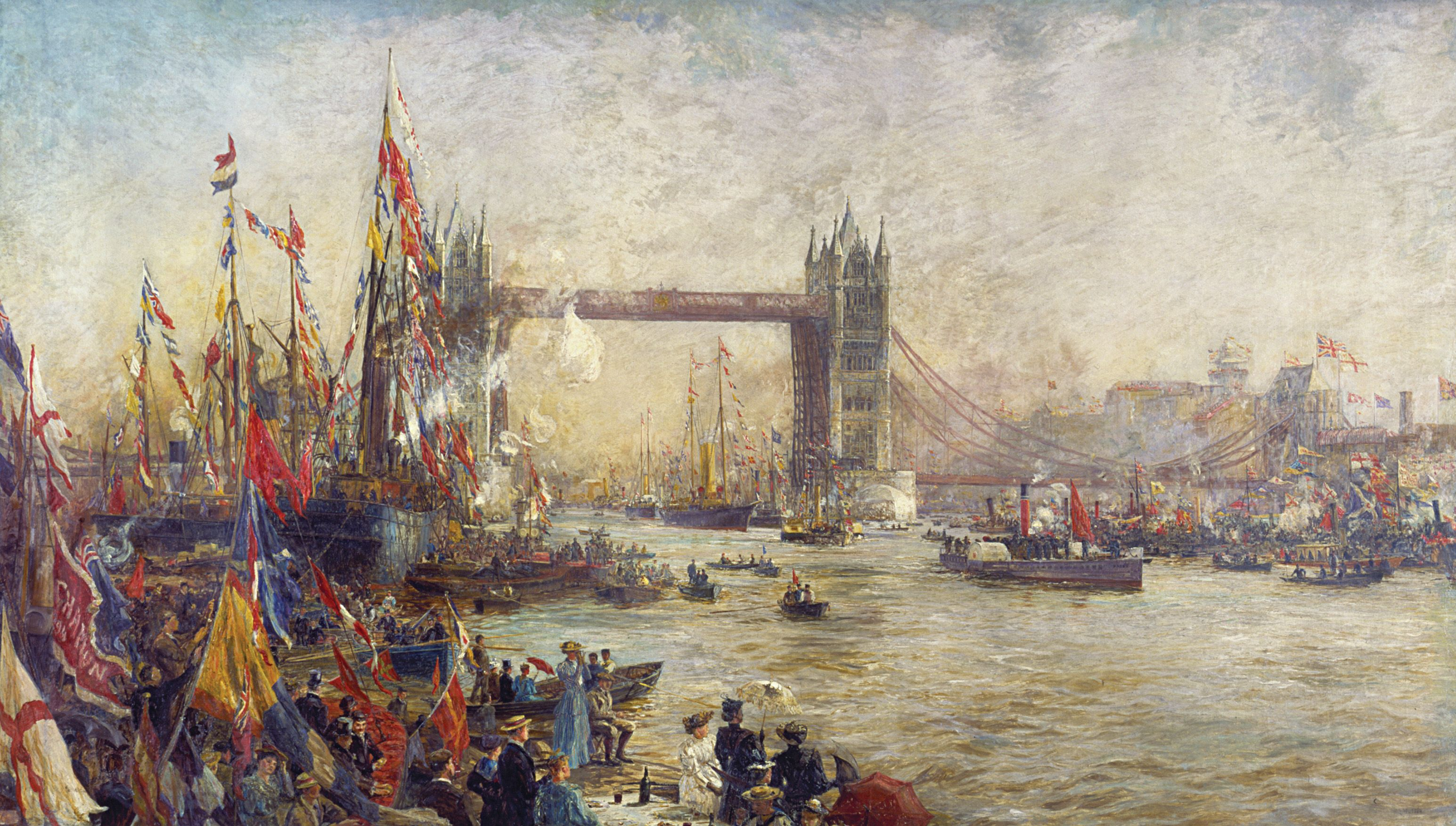
William Lionel Wyllie, "The Opening of Tower Bridge" (1895)
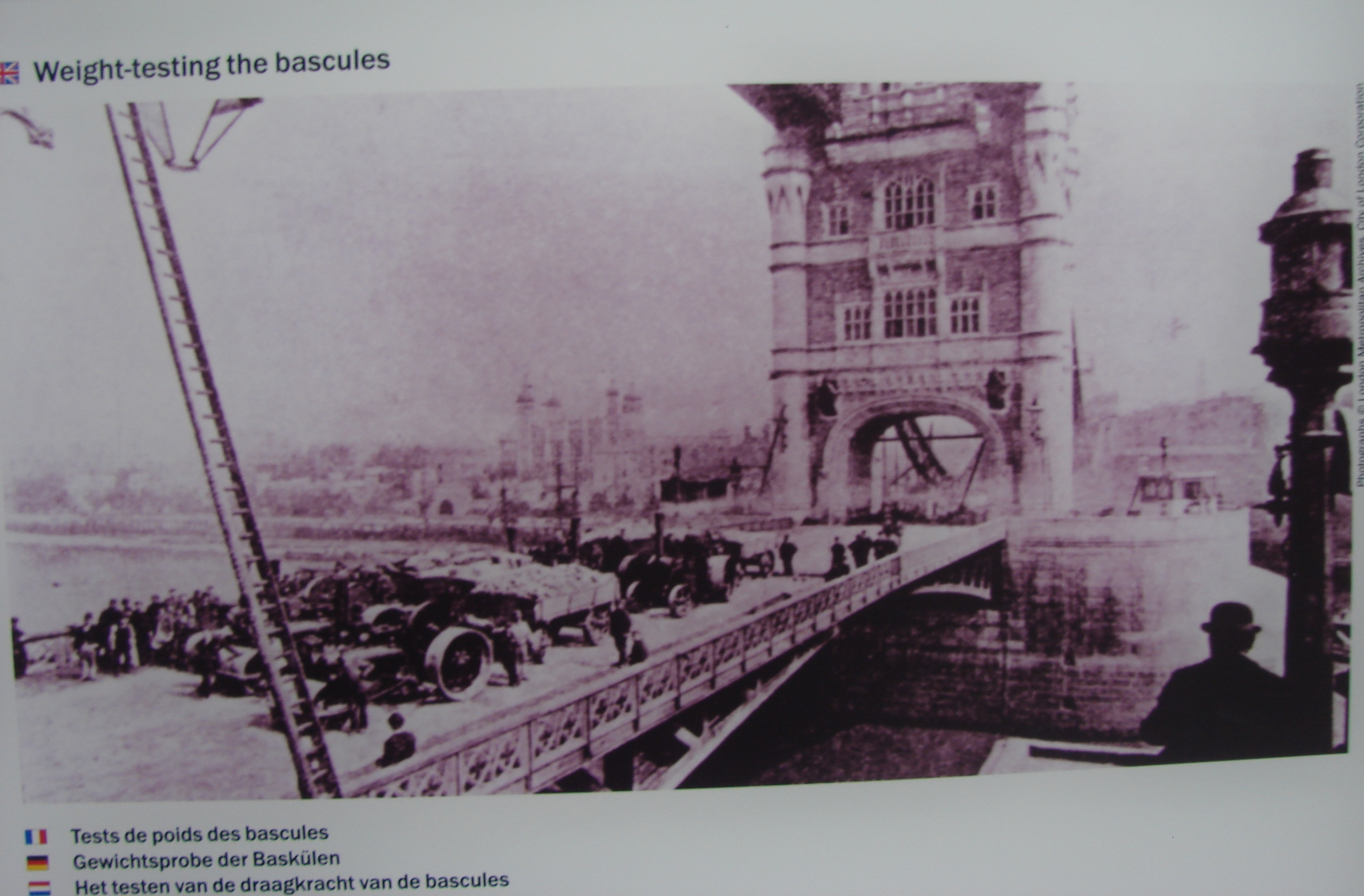
Tower_Bridge,London_Construction_photo_2
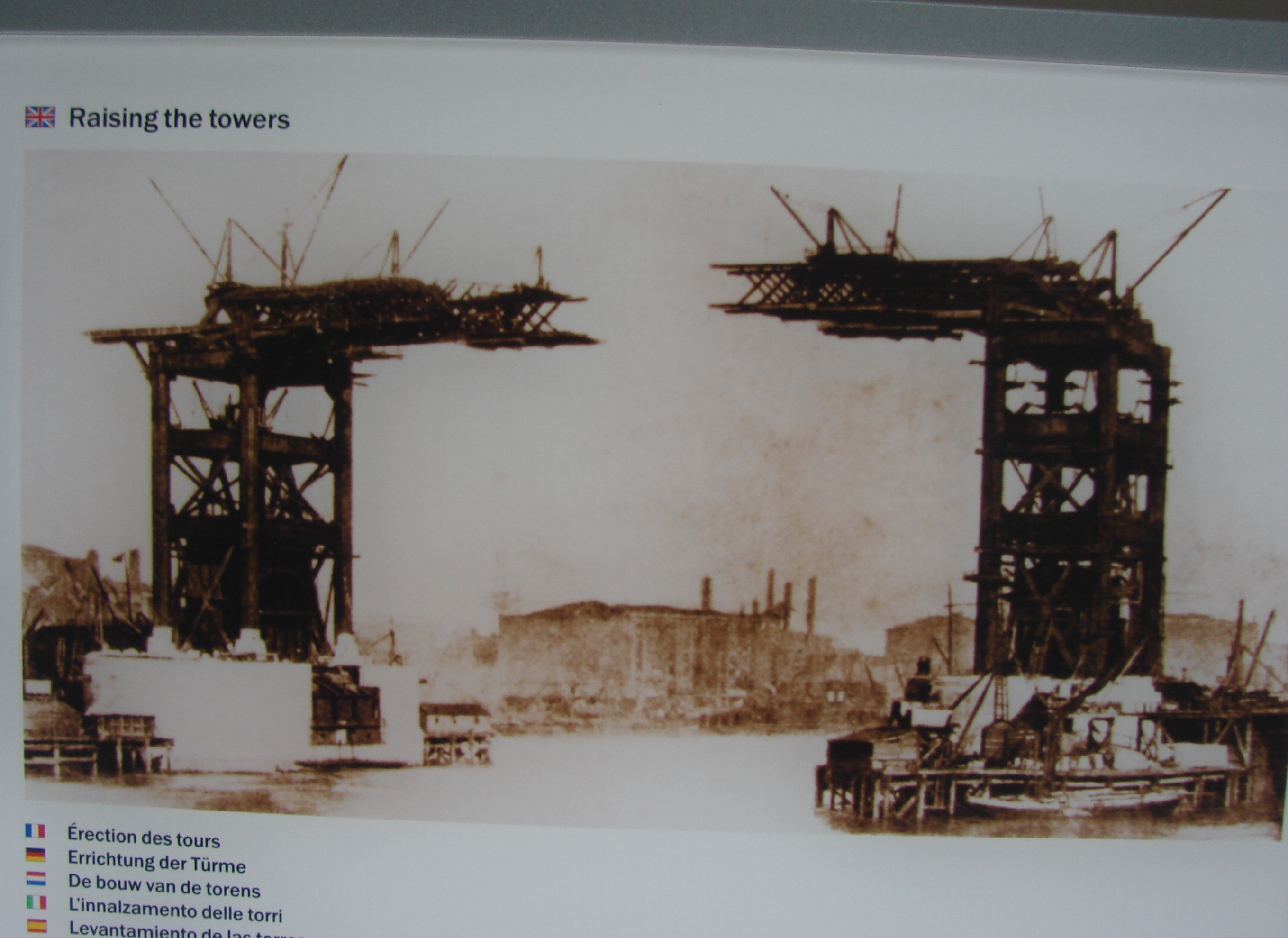
Tower Bridge, London Under Construction 1
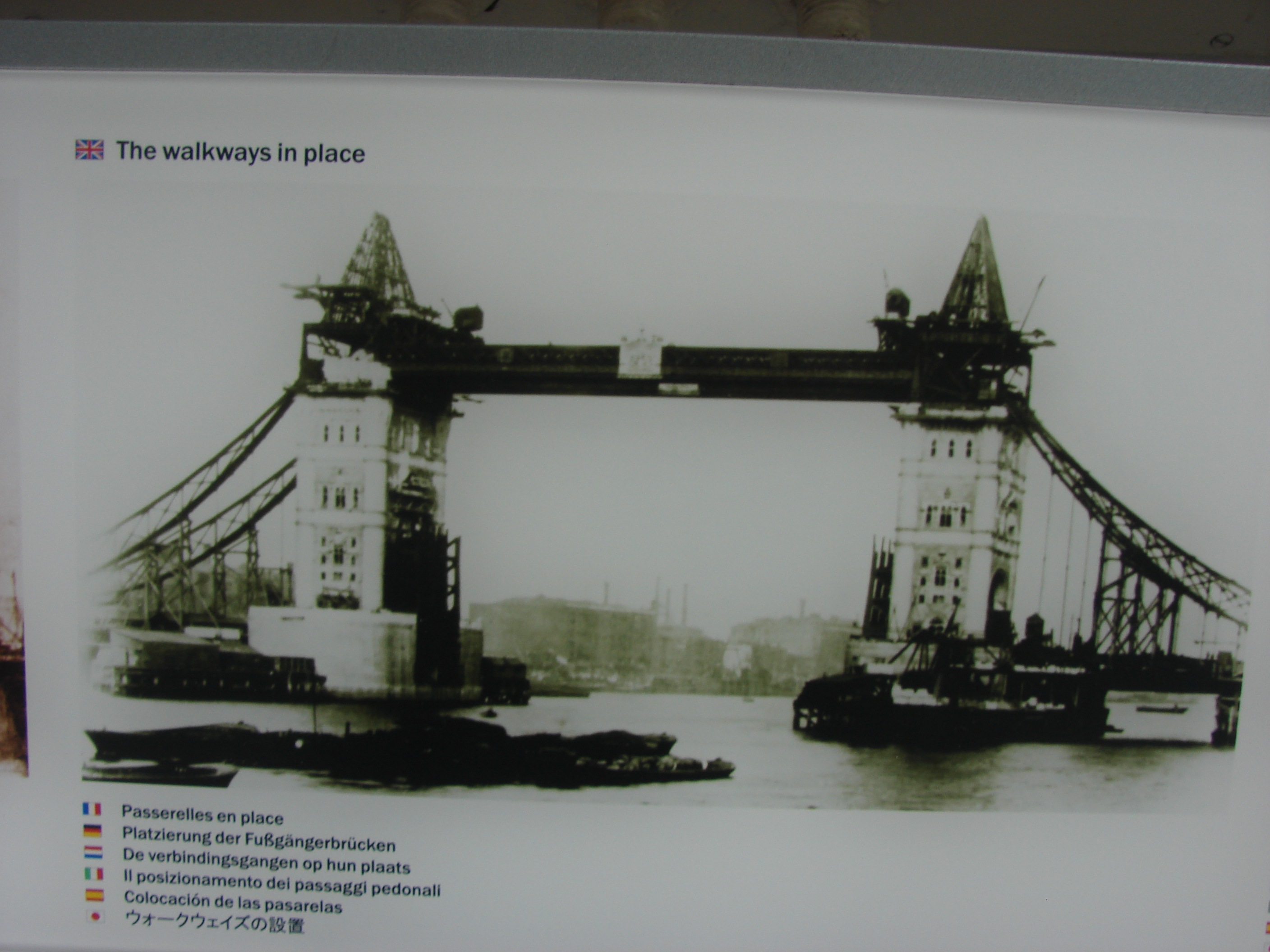
Tower Bridge, London Under Construction 2
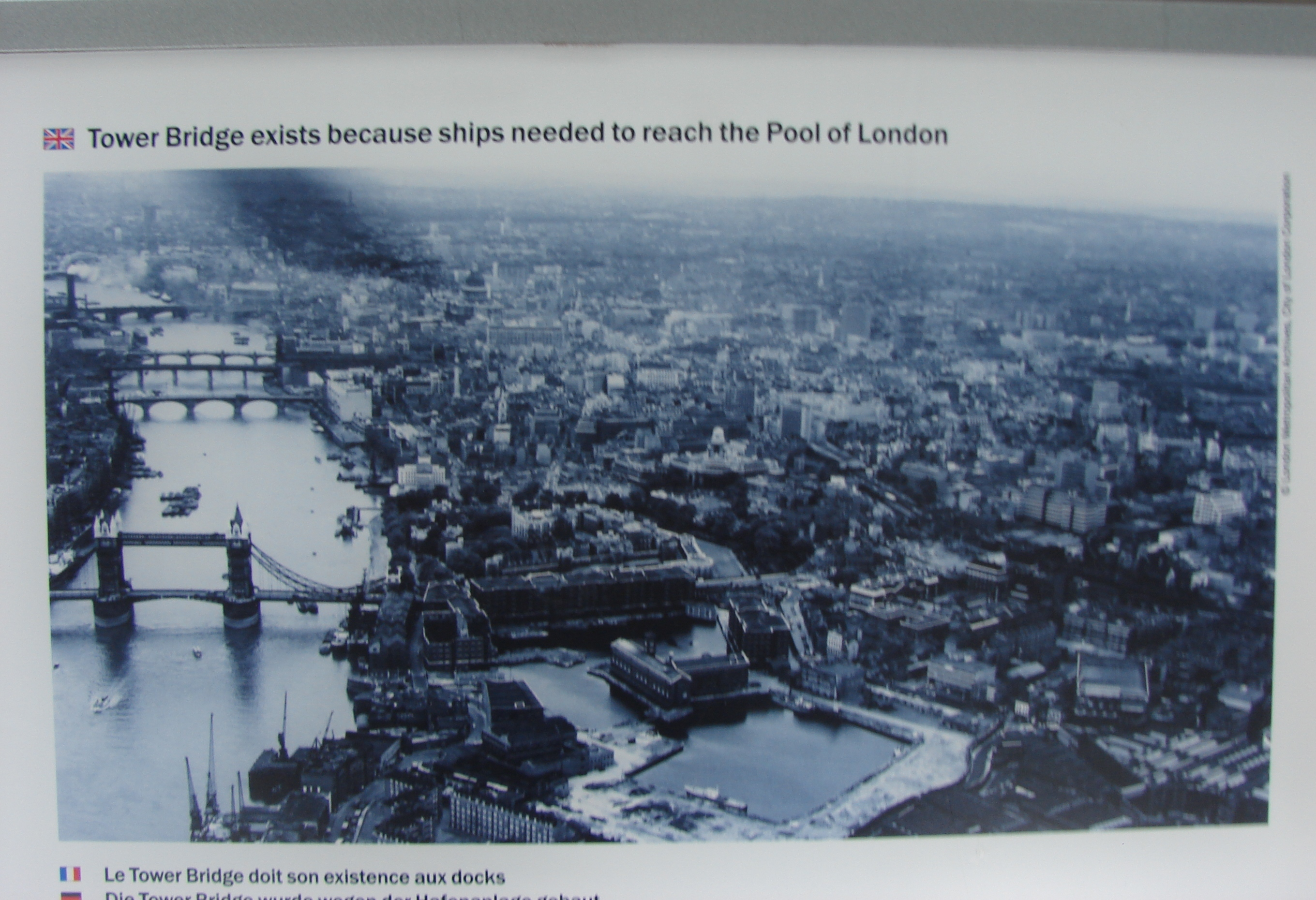
Tower Bridge, London Old photo
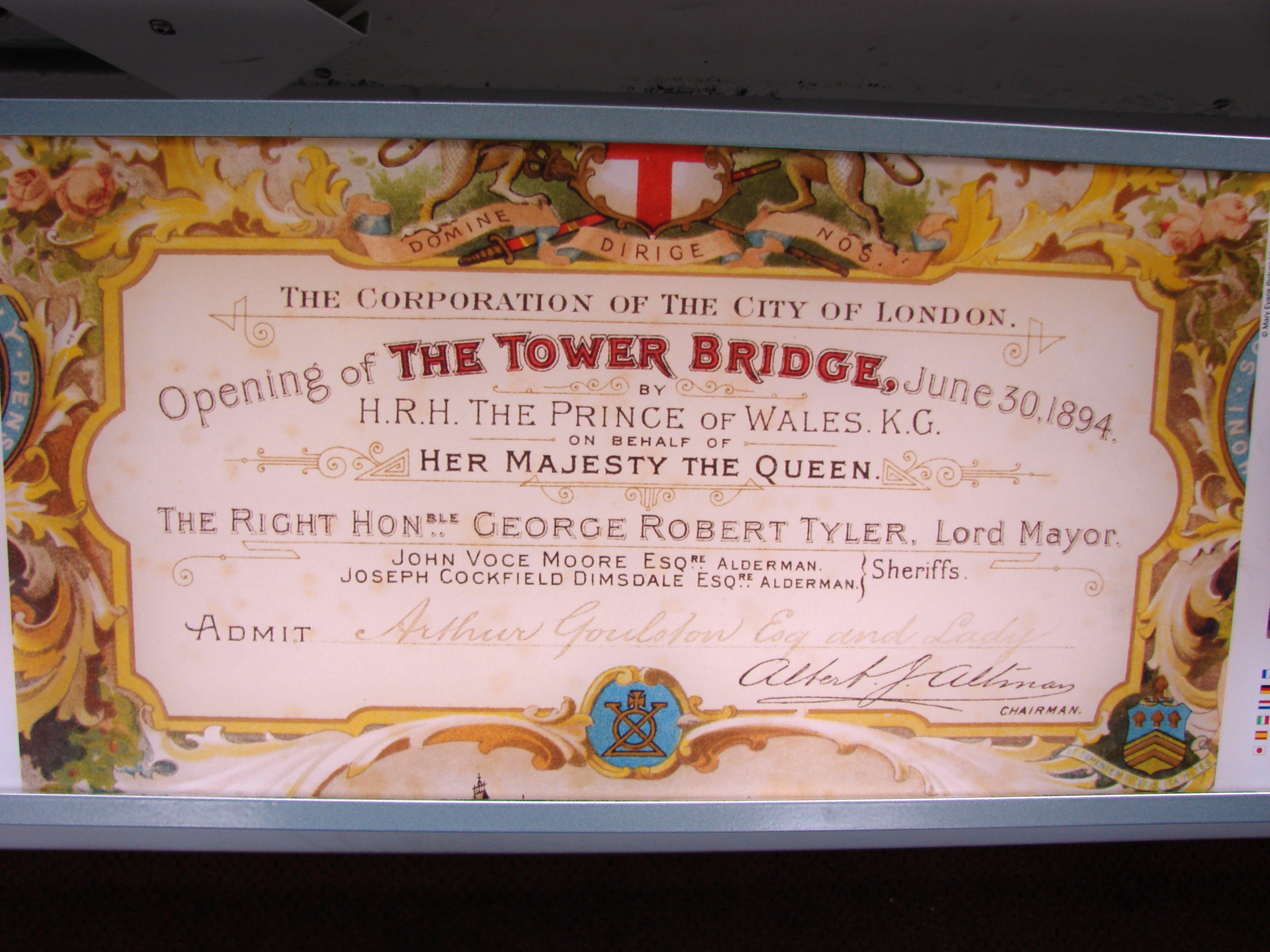
The invitation of opening of Tower Bridge, London
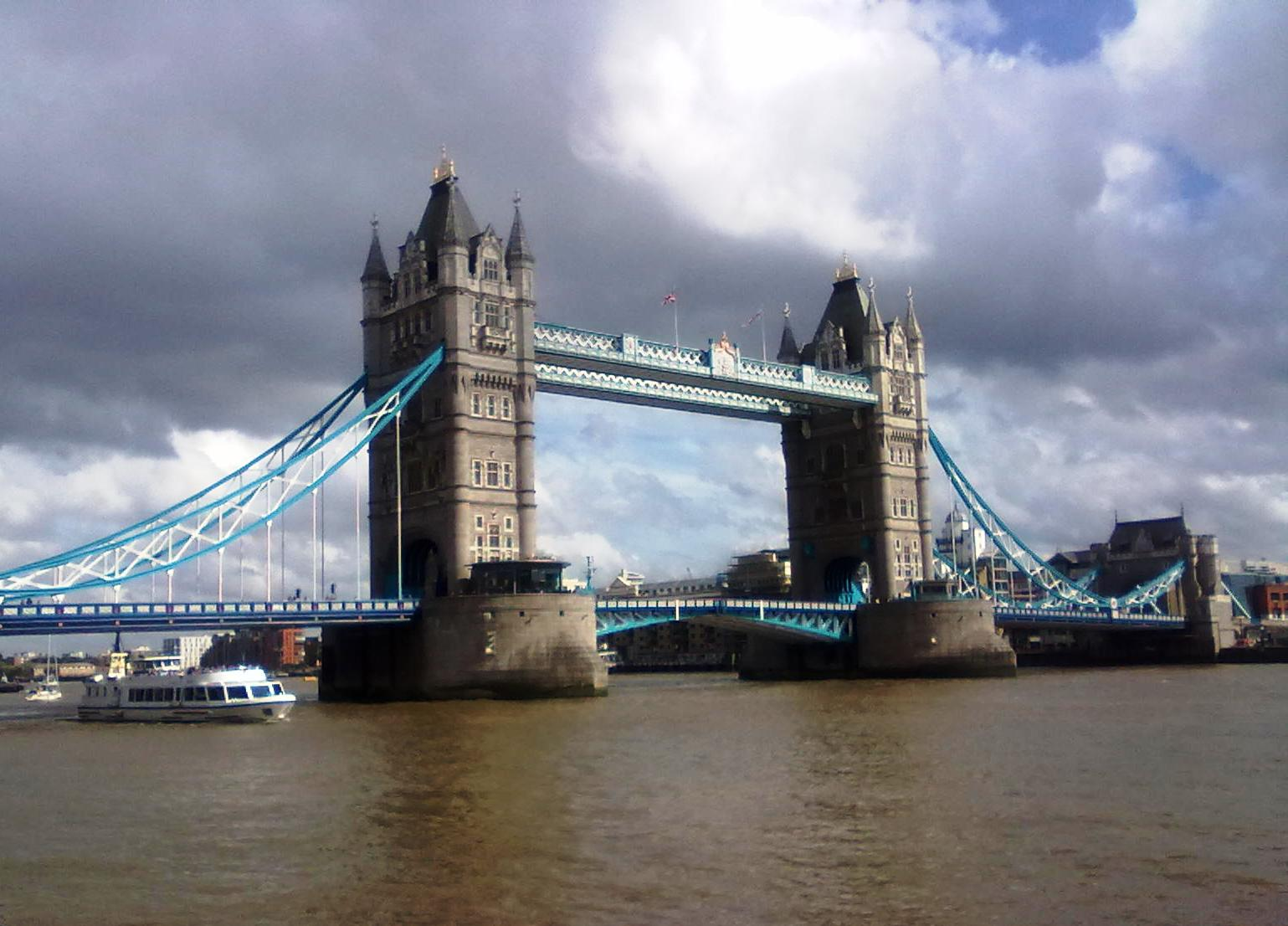
Cầu tháp London
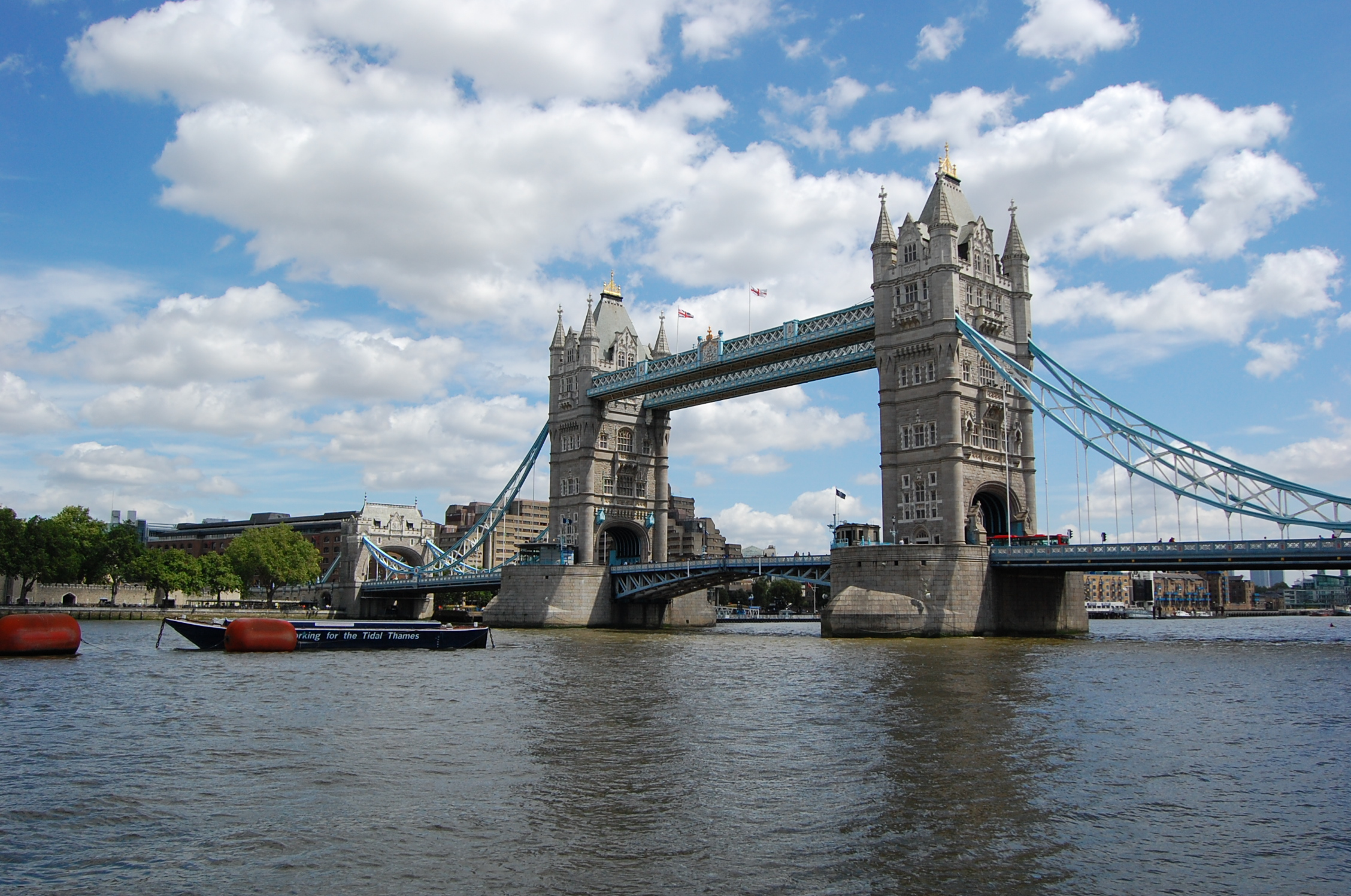
Cầu Tháp, nhìn từ phía Tây
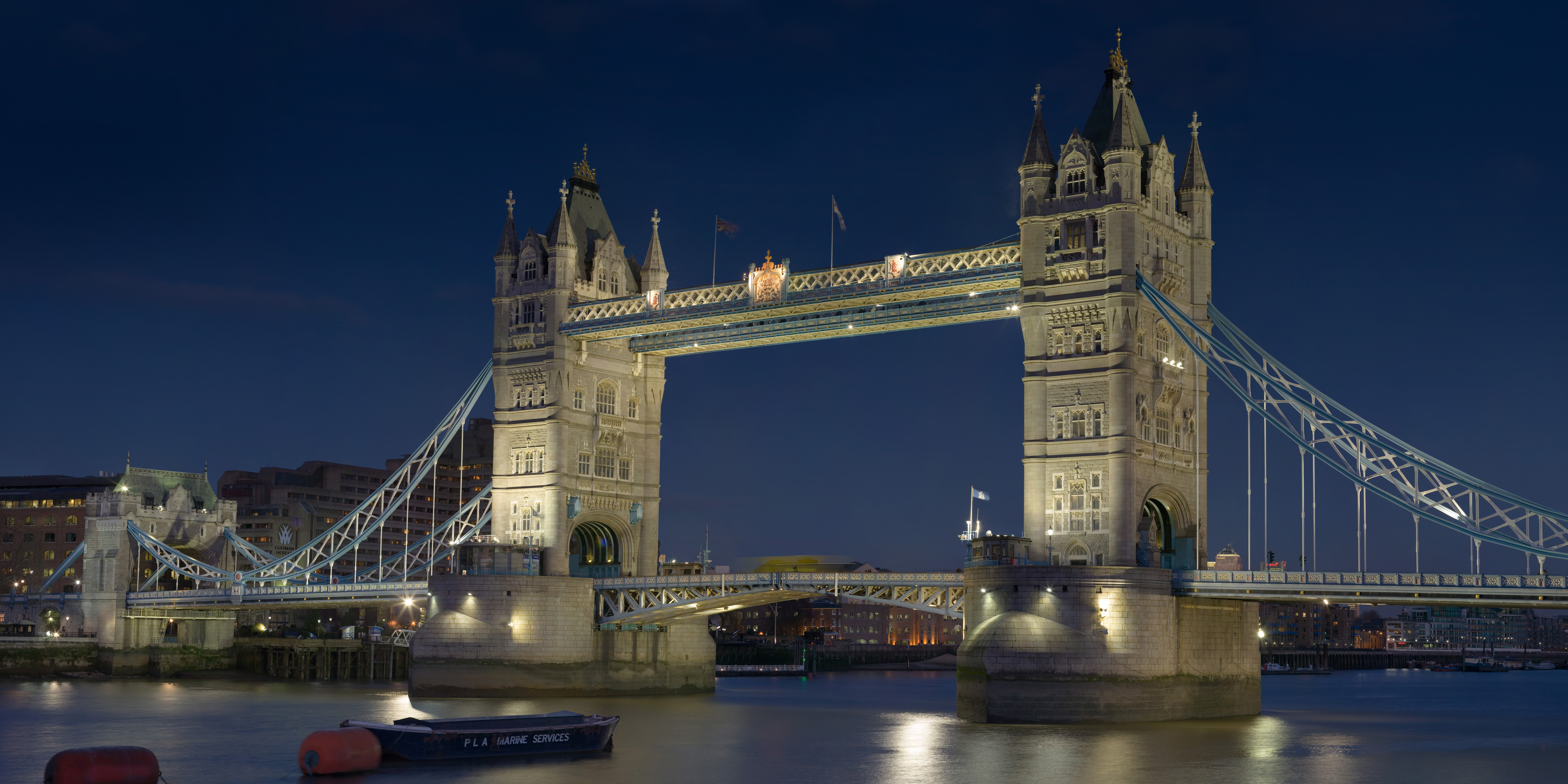
Cầu tháp về đêm
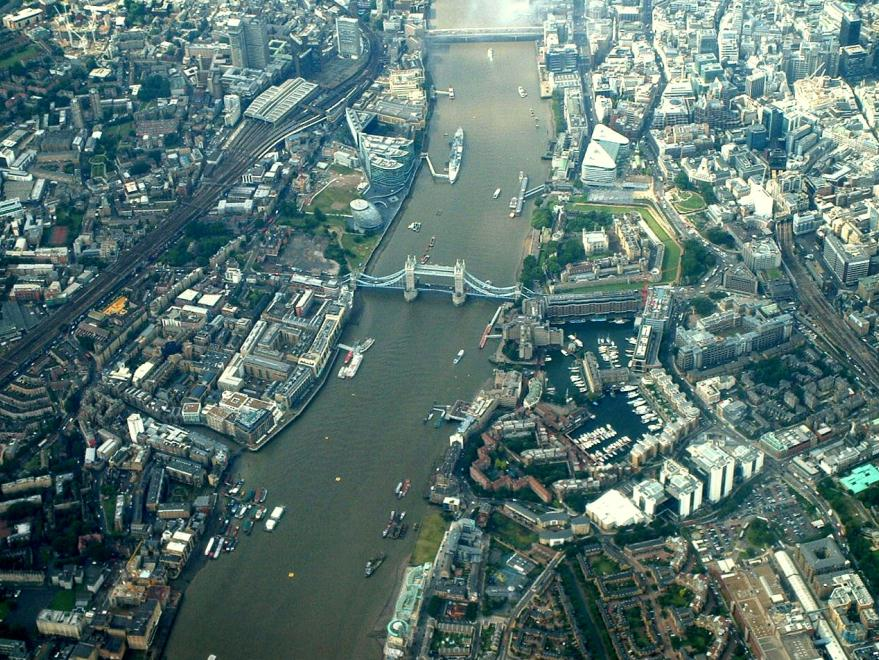
Cầu tháp không ảnh
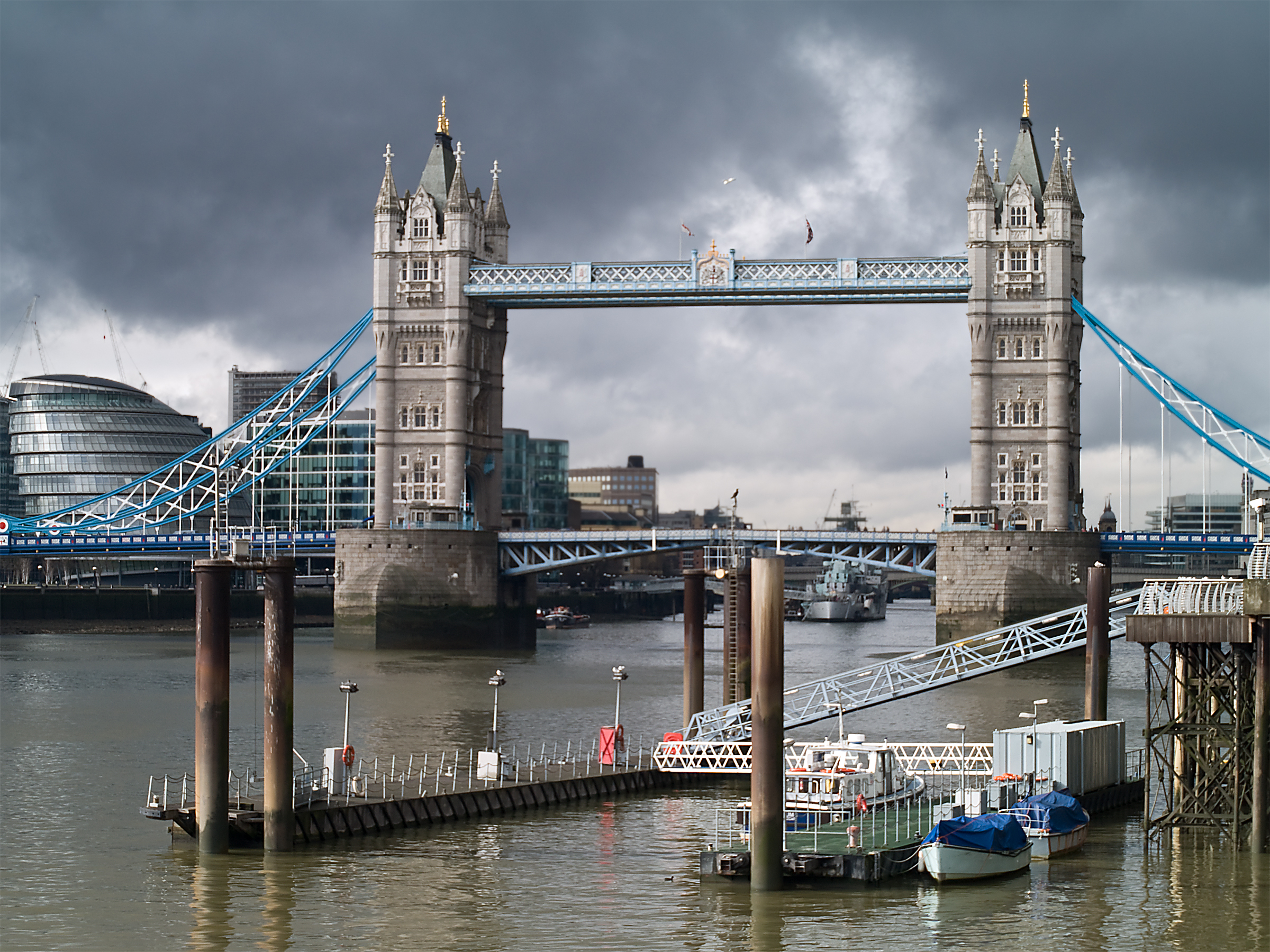
Tower Bridge seen from the north bank of the Thames
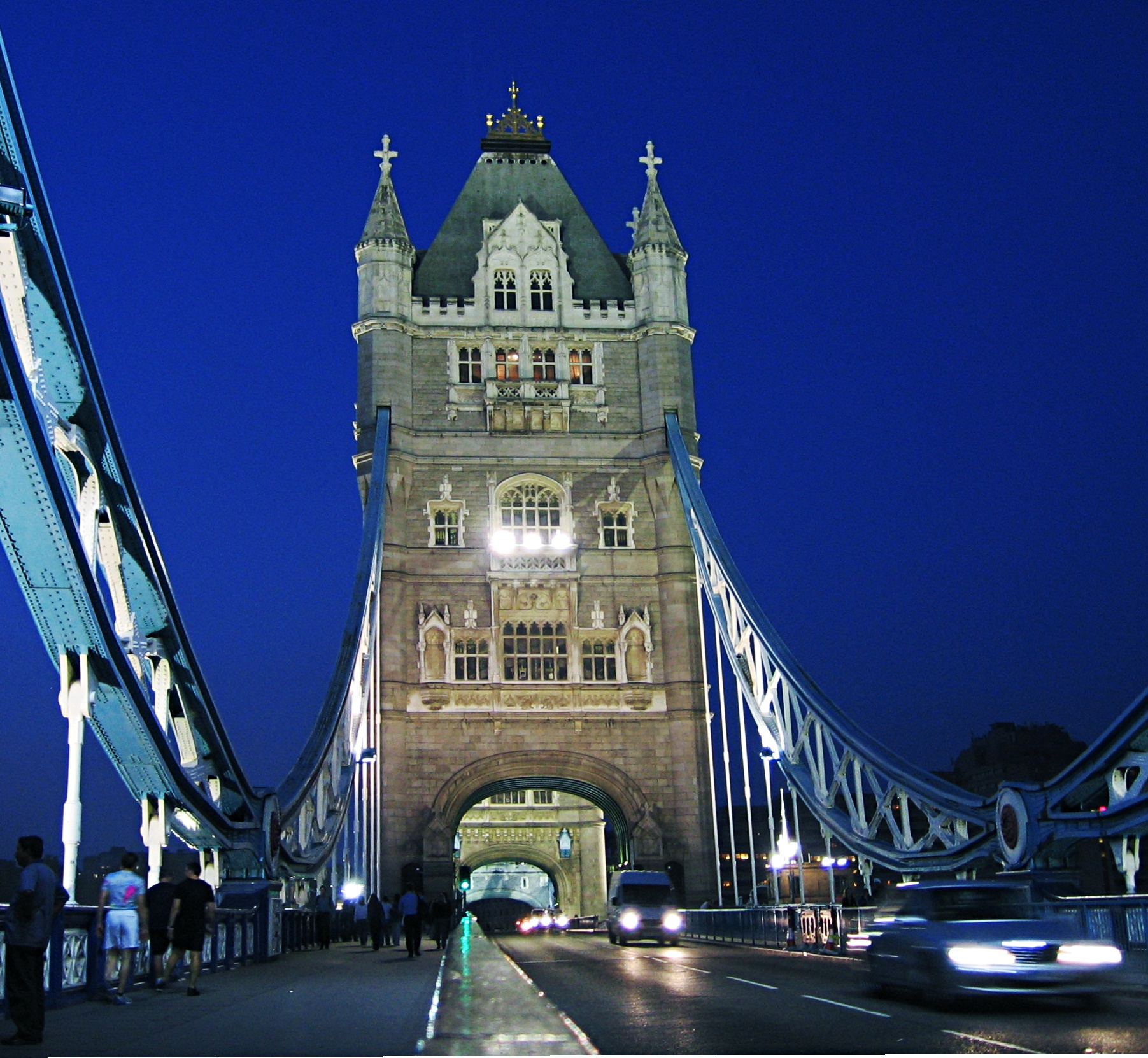
South view at dusk
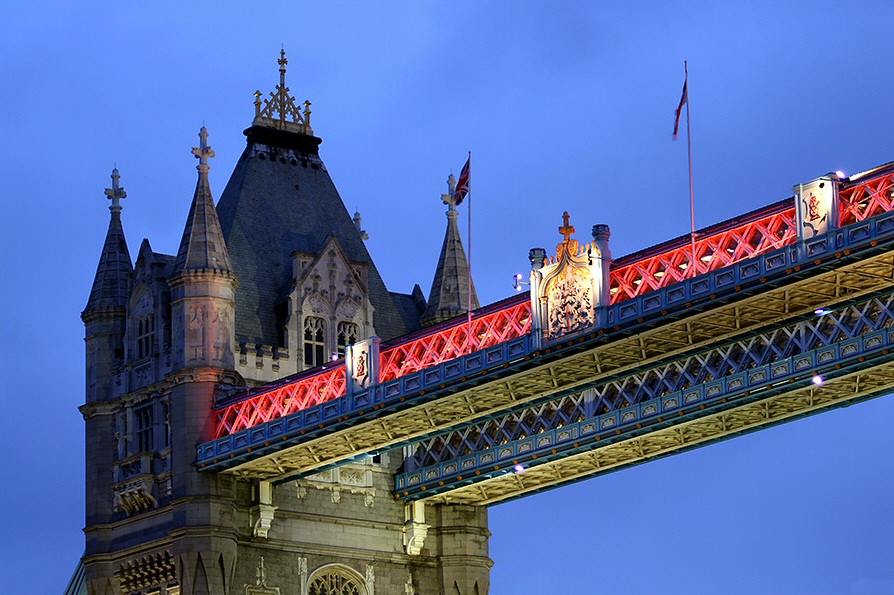
Close-up of walkways, illuminated at dusk
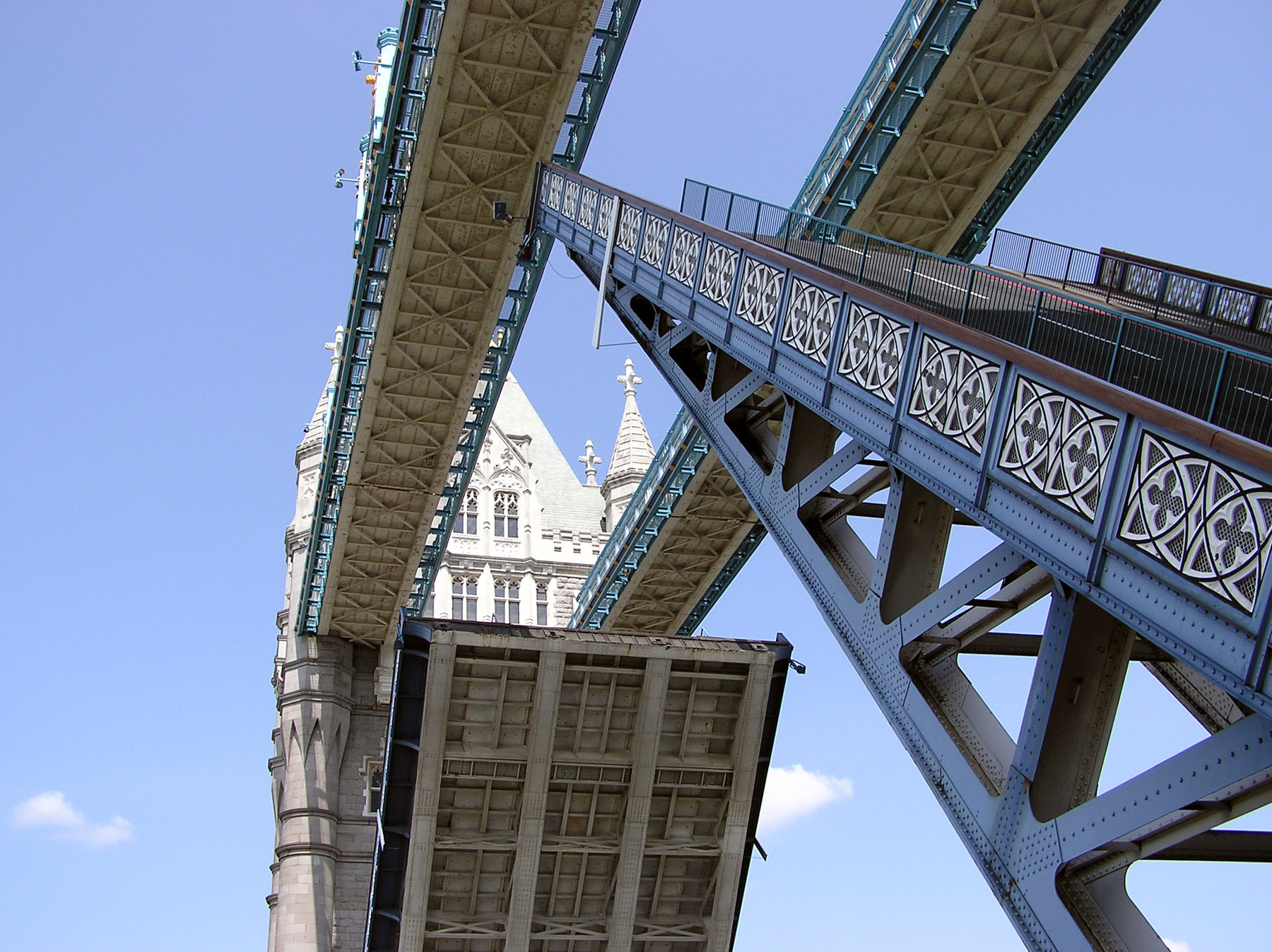
Close-up of opened bascules
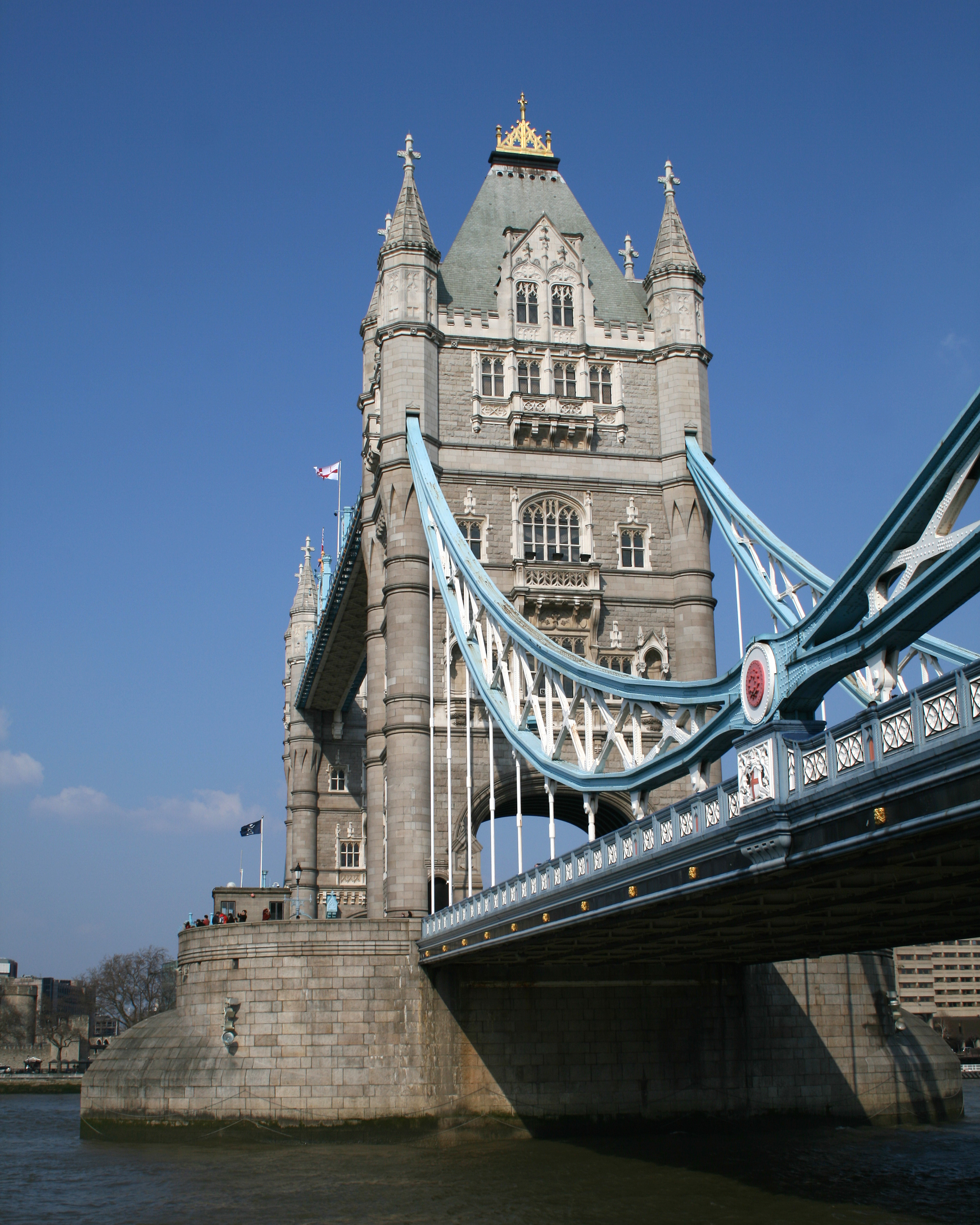
The south tower, showing pier at river level